# Susanne König
Susanne König (Satu Mare, 30 maggio 1974) è una schermitrice tedesca, specializzata nella sciabola. Ha vinto una medaglia d'oro ai Campionati europei di scherma.